# Ingelfinger Fass

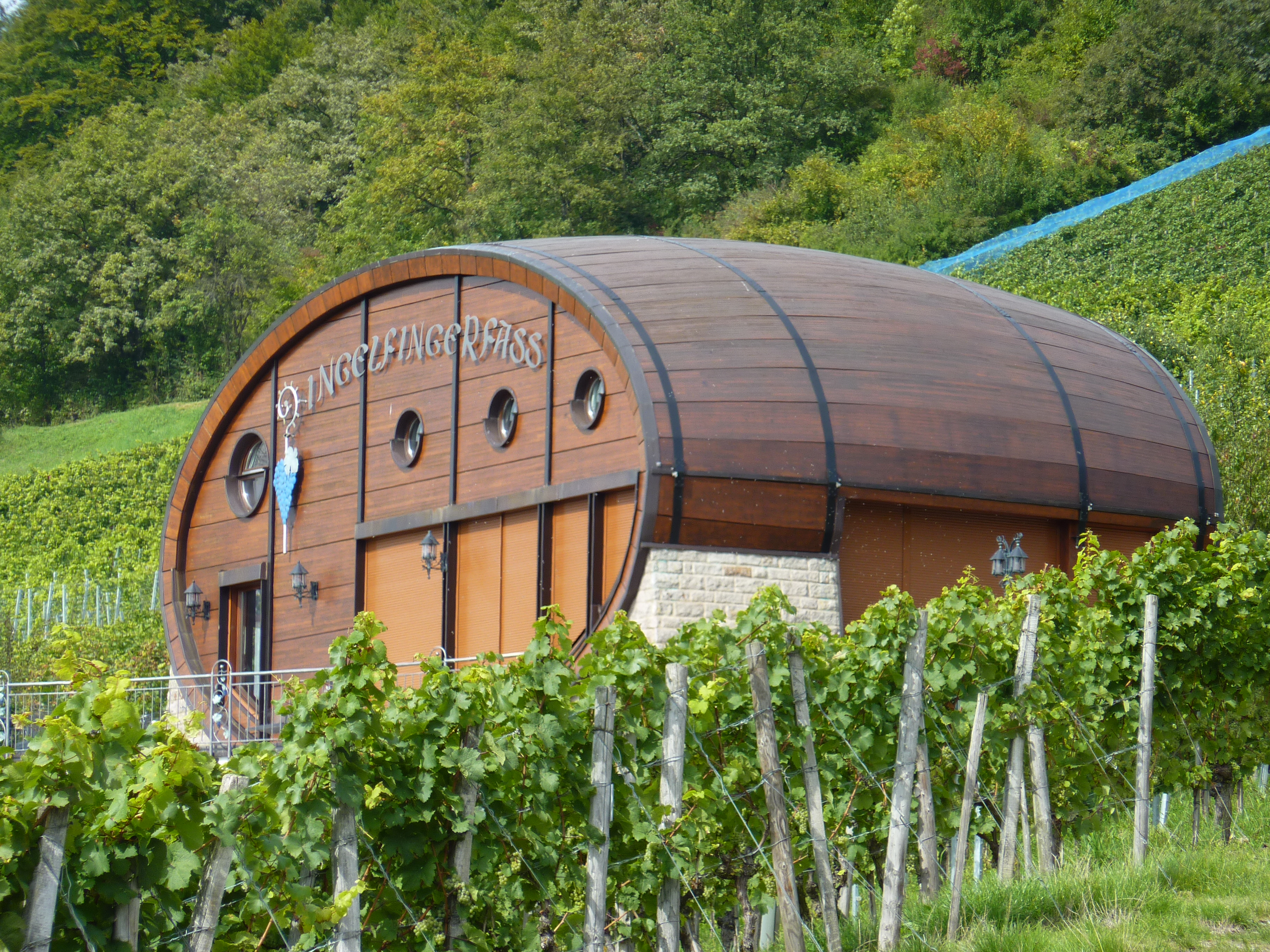
Das Ingelfinger Fass

Das Ingelfinger Fass ist ein fassförmiges Weinbaumuseum bei Ingelfingen im Hohenlohekreis in Baden-Württemberg und gilt als Europas zweitgrößtes Holzfass.

## Das Fass
Der Bau des Fasses wurde 2001 von dem Ingelfinger Unternehmer Fritz Müller (GEMÜ) initiiert; 2002 war der Bau vollendet. Die freitragende Fasskonstruktion aus Holzschichtplatten mit massiver Eichenverkleidung wurde liegend auf einen steinernen Unterbau gesetzt, der auf 300 Metern Höhe über Normalnull in den Weinbergen oberhalb Ingelfingens steht. Ein Weinlehrpfad führt unmittelbar am Museum vorbei.
Im Inneren des Fasses befinden sich auf zwei Ebenen historische Weinbaugeräte, die durch die Fensterfronten besichtigt werden können. Auf dem Gelände um das Fass stehen weitere, größere Geräte sowie die metallene Figur eines Weingärtners. Zweimal im Jahr ist das Fass zum Tag der offenen Tür geöffnet; ferner kann es für Gesellschaften angemietet werden.

## Größe
Das Bad Dürkheimer Fass hat ein größeres Volumen als das Ingelfinger Fass, das aber als größte selbsttragende Fasskonstruktion Europas gelten kann. Das Große Fass des Heidelberger Schlosses weist ein geringeres Volumen auf. 
Das Fass ist 9,4 Meter hoch, 18 Meter breit und 13,2 Meter tief. Der Fasskörper hat eine Höhe von sieben Metern, eine Breite von 14,75 Metern und eine Tiefe von 8,8 Metern. Als Volumen des Ingelfinger Fasses werden 716,5 Kubikmeter angegeben.

## Erreichbarkeit
Die Fahrwege zum Fass, das über einige Parkplätze verfügt, sind nur für den landwirtschaftlichen Verkehr freigegeben. Zu Fuß ist das Fass von Ingelfingen aus in etwa 20 Minuten zu erreichen. Die Rollläden an den Fenstern des Fasses sind nicht ganz geschlossen, so dass ein Blick ins – unbeleuchtete – Innere jederzeit möglich ist.

## Abbildungen

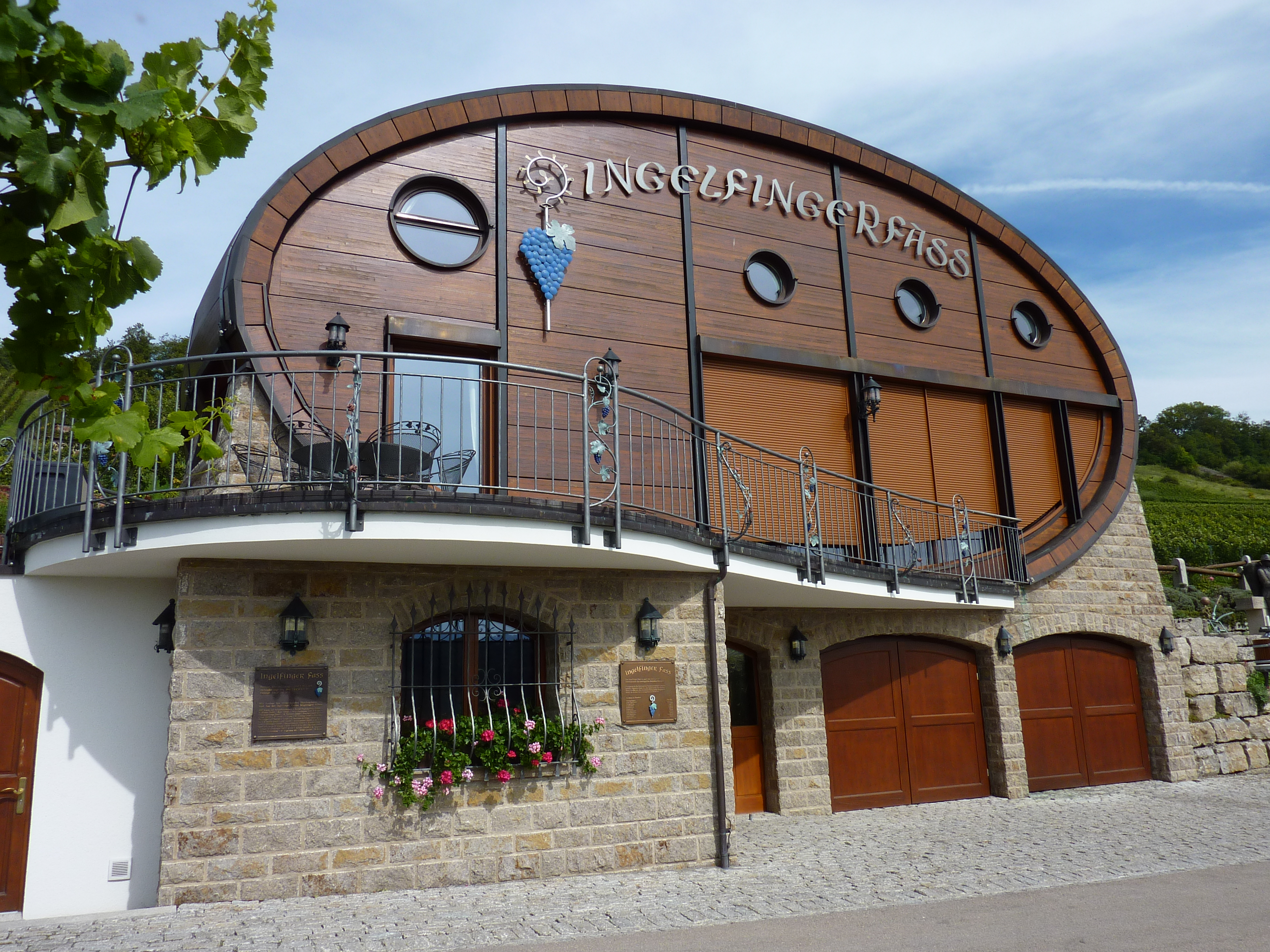
Frontansicht
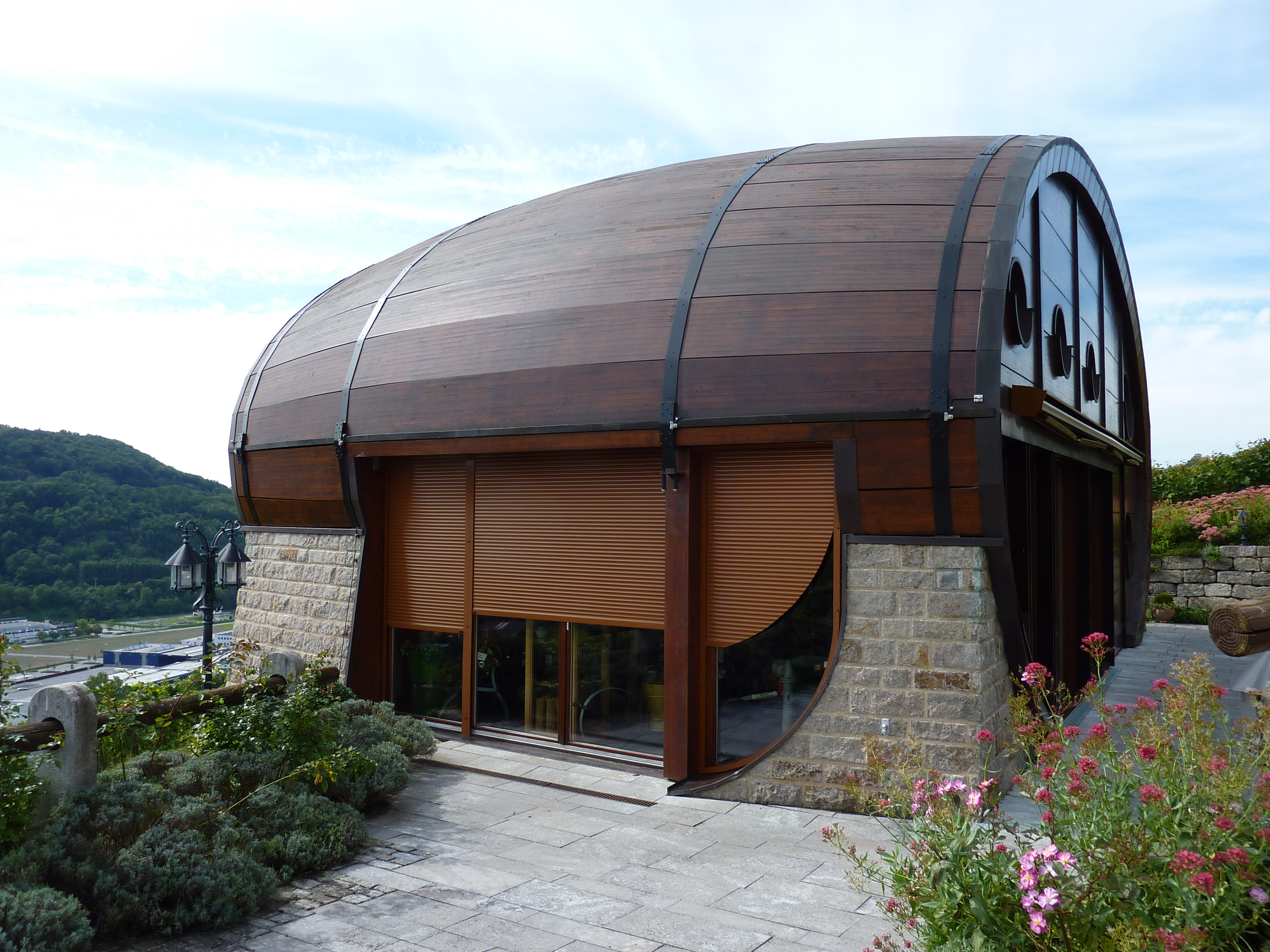
Seiten- und Rückansicht mit „Schaufenstern“
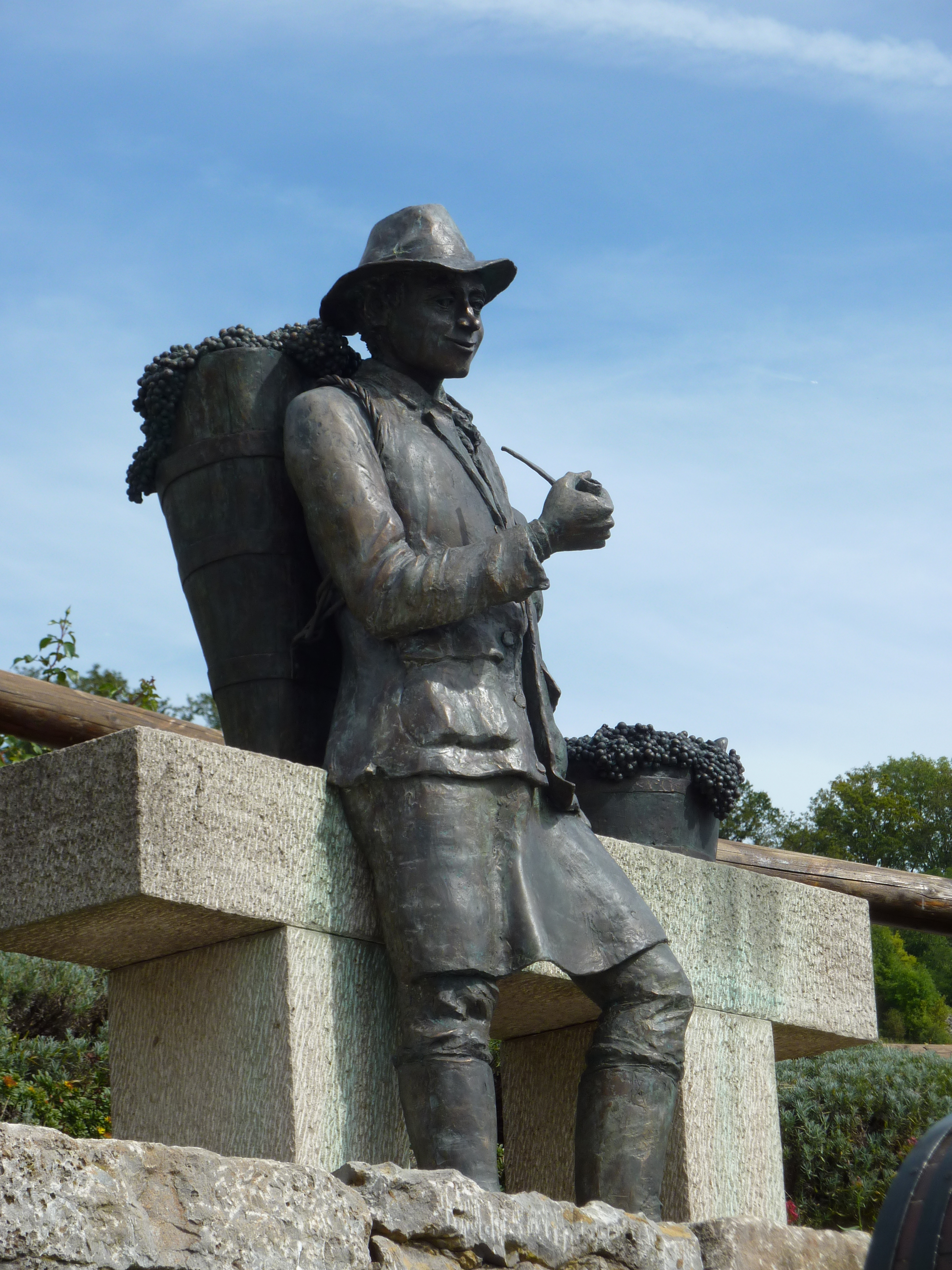
Weingärtnerfigur beim Ingelfinger Fass
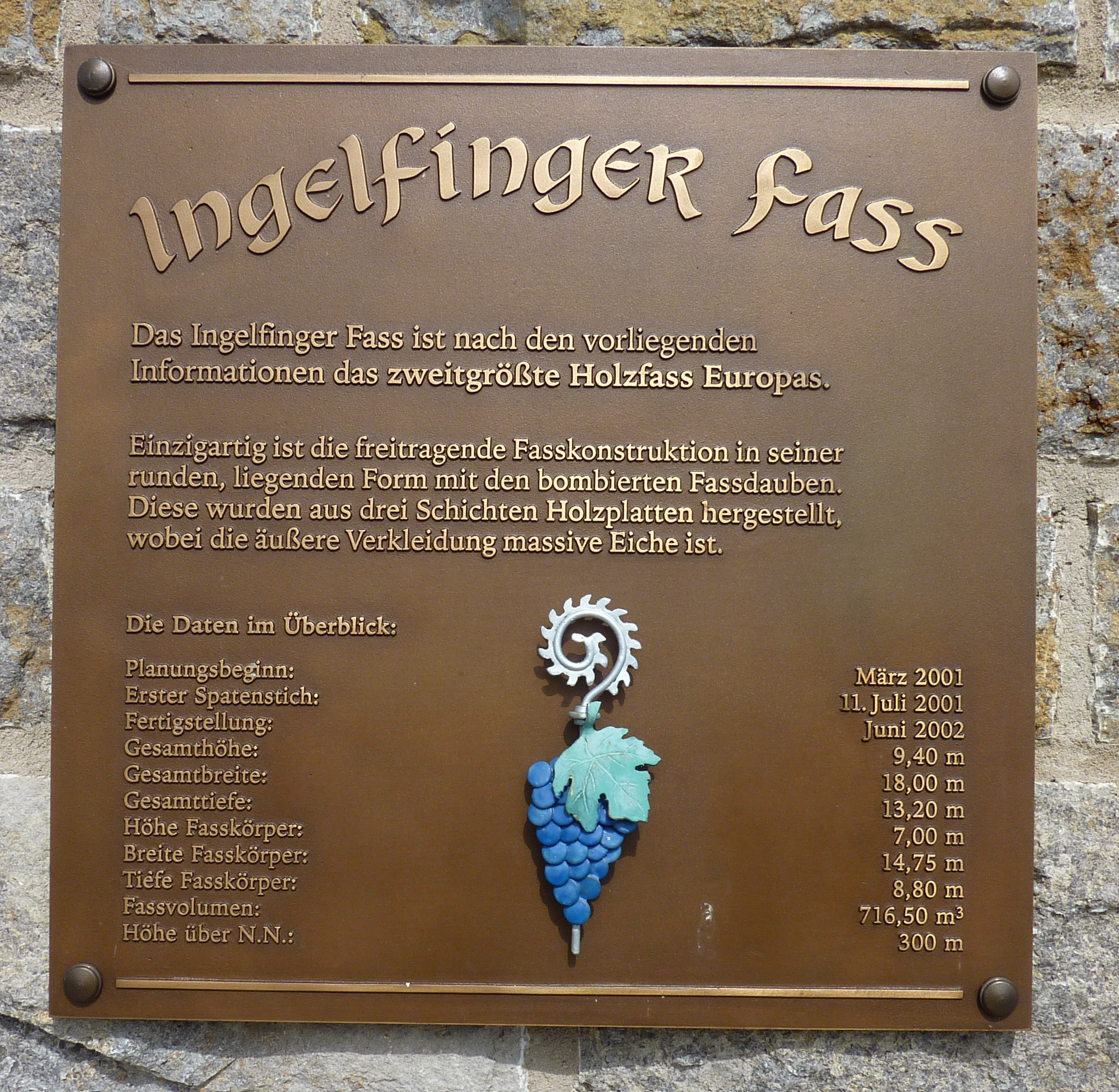
Informationstafel am Unterbau des Fasses